# Никольская единоверческая церковь (Санкт-Петербург)
Никольская единоверческая церковь (Единоверческая церковь Святителя Николая Чудотворца) — недействующий единоверческий православный храм в Санкт-Петербурге, на бывшей Николаевской улице (ныне улица Марата).
Главный престол был освящён в честь Преображения Господня, приделы — во имя святителя Николая Чудотворца (северный), в честь Тихвинской иконы Божией Матери (южный), в честь Сошествия Святого Духа (на хорах) и во имя Антония Великого (под юго-западным куполом).
С 1934 года храм занят музеем Арктики и Антарктики.

## История

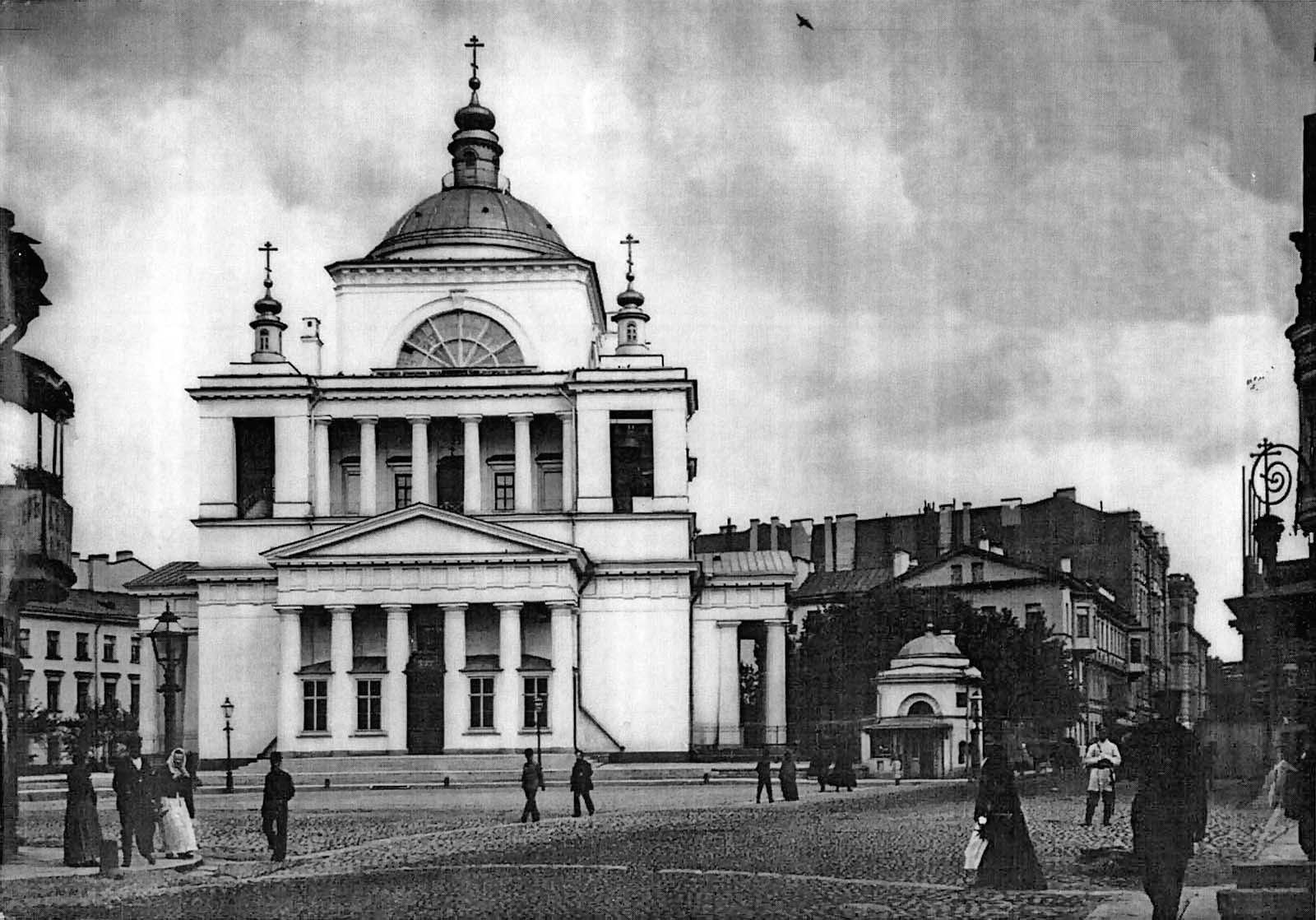
Храм в XIX веке

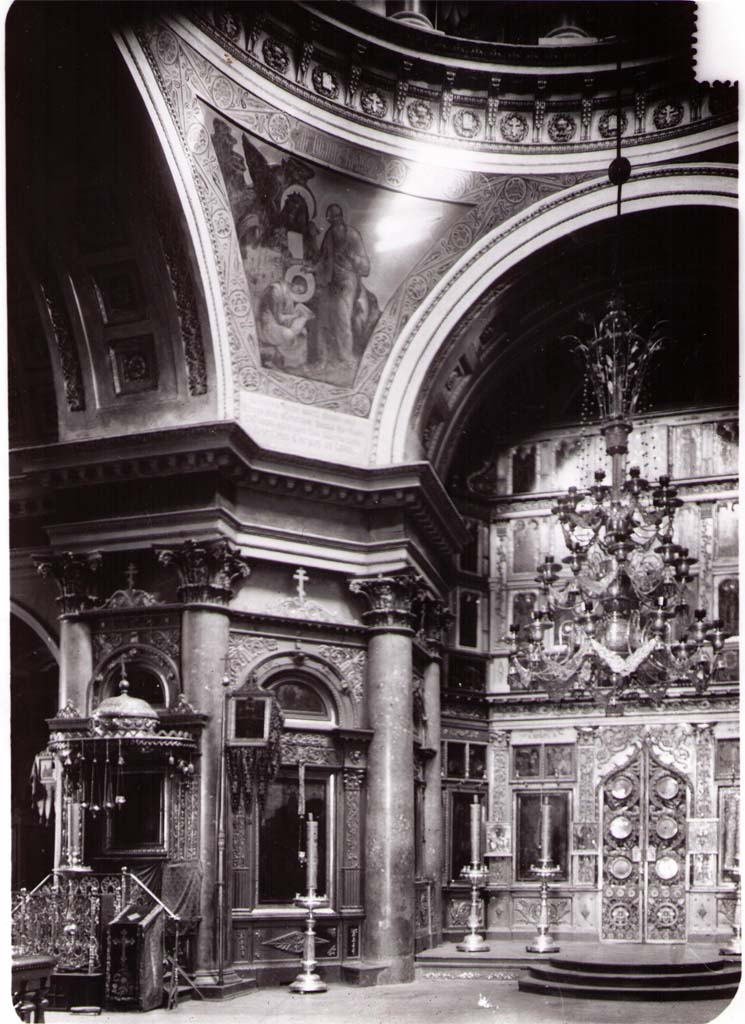
Интерьер храма в XIX веке

Проект здания разработал видный архитектор позднего ампира Авраам Мельников. Закладка храма была произведена 20 августа 1820 года, но из-за недостатка средств строительство длилось 18 лет. В 1886 году выполнены реставрационные работы по проекту архитектора Михаила Щурупова.
В 1910 году возникла мысль превратить церковь в единоверческий собор, так как в Петрограде насчитывалось несколько тысяч единоверцев. Настоятелем церкви в это время был протоиерей Симеон Шлеёв. Старостой храма был профессор Алексей Ухтомский.
26 мая 1919 года Священный Синод Русской православной церкви постановил: «Николаевскому единоверческому храму, что на Николаевской улице в Петрограде, присвоить наименование соборного храма с правами уездных городских соборов».
После 1927 года приход влился в иосифлянское движение.
Последние регулярные богослужения в Никольском храме состоялись весной 1931 года. По заявлению «двадцатки» от 7 апреля был разрешен колокольный звон и крестный ход вокруг собора в пасхальные дни. Однако затем — из-за отсутствия членов причта в результате арестов — богослужения почти прекратились. В мае на членов «двадцатки» было оказано сильное давление, и большинство из них вышло из ее состава. При этом все же нашлись желающие вступить в приходской совет. 17 июня администрация Театра рабочей молодежи (ТРАМ) даже написала ходатайство о передаче закрытой Никольской церкви под театральные мастерские. 31 июля 1931 года двери храма были временно опечатаны в присутствии жены бывшего настоятеля Анастасии Петровны Шелепиной. Однако единоверческий собор все-таки еще не был закрыт, и члены общины боролись за его сохранение. 23 октября 1931 года были арестованы работавшие церковными сторожами и проживавшие при храме монахини Евдокия (Панкеева) и Минодора (Мидякина). По обвинению в антисоветской деятельности они были 17 июня 1932 года приговорены Коллегией ОГПУ к трём годам ссылки и высланы в Казахстан. Одновременно с арестами Смольнинский районный совет Союза воинствующих безбожников стал проводить сбор подписей по предприятиям и организациям о закрытии Никольской «церкви, предназначенной под мастерские театра ТРАМ». 10 апреля 1932 года президиум Леноблисполкома принял постановление о ликвидации храма (в качестве действующего) и передаче здания под театральные мастерские ТРАМ, отметив, что на переоборудование для этих целей областным Политическо-просветительным центром уже отпущено 45 тысяч рублей. Однако прихожане опротестовали данное постановление во ВЦИК. Протесты прихожан Никольского собора не помогли, и 10 июня ВЦИК принял решение утвердить постановление президиума Леноблисполкома о ликвидации храма. 7 июля Комиссия по вопросам культов Леноблисполкома известила об этом президиум Смольнинского райсовета и предложила объявить принятое решение верующим. На следующий день, 8 июля 1932 года, Николаевский храм был закрыт и передан вместе с ключами и всем инвентарем приходским советом представителям районных властей. При этом некоторые прихожане даже не смогли забрать из храма находившиеся там личные вещи.
4 августа 1932 года здание Никольского храма передали Театру рабочей молодежи, но оказалось, что оно ему в действительности не нужно. Проведенная 25 апреля 1933 года проверка показала, что ТРАМ так и не приступил к ремонту и переоборудованию храма, и никаких театральных мастерских там нет. В 1934 году в здании бывшей церкви после реконструкции разместили Музей Арктики, который после начала интенсивного освоения Антарктиды был переименован в 1958 году в Музей Арктики и Антарктики.
Православные единоверцы, лишённые церкви, собирались на тайные богослужения по частным квартирам.
В 1992 году начались переговоры по возвращению Никольской единоверческой церкви верующим. В 1992 году общине была возвращена южная часовня (во второй часовне размещена трансформаторная будка). О возвращении здания церкви 30 лет ведутся переговоры с властями города.
В 2013 году городские власти, осознавая проблемы прихода, передали ему помещения, которые до революции принадлежали общине и использовались для приходской школы. В этих помещениях будут проводиться службы и будет оборудован класс для воскресной школы.